# Joan Visconti
Joan Visconti (en italià: Giovanni Visconti) (vers el 1290 - Milà, Senyoriu de Milà 1354) fou un arquebisbe que va esdevenir senyor de Milà entre 1349 i 1354. Fou una de les personalitats més influents del segle xiv i mecenes, entre d'altres, de Petrarca.

## Orígens familiars
Va néixer vers el 1290 sent fill de Mateu I Visconti i Bonacosa Borri. Fou net per línia paterna de Teobald Visconti i Anastasia Pirovano, i germà de Galeàs I Visconti, Lluc Visconti i Esteve Visconti.

## Carrera eclesiàstica

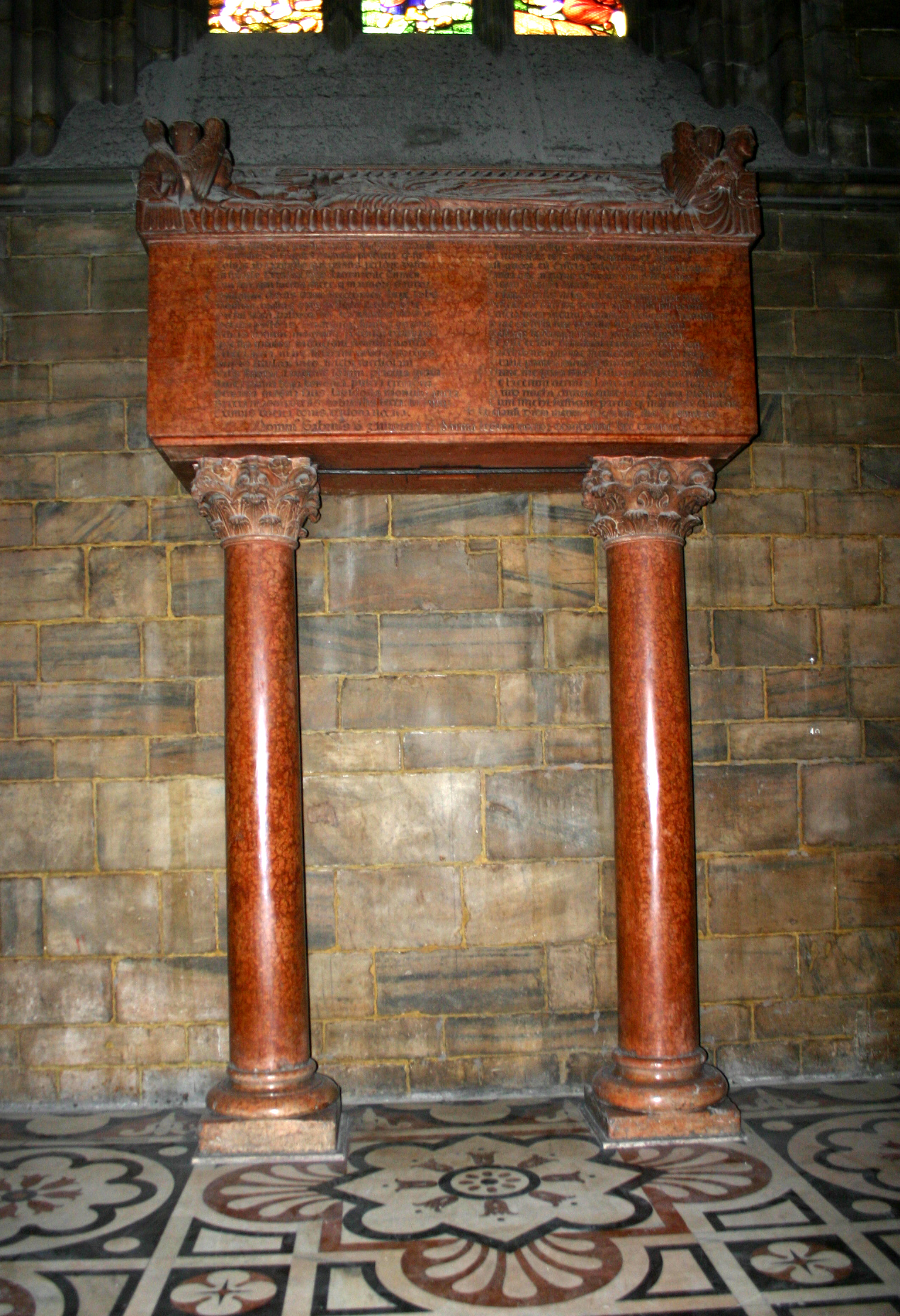
Tomba de Joan Visconti a la Catedral de Milà

Encaminat de ben jove vers la carrera eclesiàstica, el 1317 fou escollit arquebisbe de Milà. El papa Joan XXII es va negar a confirmar l'elecció i nomenà en lloc seu Aicardo da Intimiano. El 1323 Joan fou excomunicat i acusat d'heretgia, encara que va trobar suport en l'antipapa Nicolau V que el 1329 el va nomenar cardenal.
Joan es va convertir l'any 1331 en bisbe i Senyor de Novara i el 1339 a la mort d'Aicardo va poder retornar triomfalment a Milà, de la qual va passar a co-governar amb el seu germà Lluc Visconti el 1341. L'any 1342 el papa Climent VI el confirmà com a arquebisbe mitjançant la promulgació d'una butlla especial.
Joan va estendre el poder dels Visconti fins a la República de Gènova el 1352, que estava immersa en la guerra venecianogenovesa, esdevenint dux després de la destrucció de la flota genovesa, que havia anat en suport dels revoltats sards, per la catalana comandada per Bernat II de Cabrera el 27 d'agost de 1353 a la batalla naval de Port del Comte, i posteriorment va dominar també les ciutats de Bolonya i Novara. A la seva mort, ocorreguda el 5 d'octubre de 1354, el govern del Senyoriu de Milà passà a mans dels tres fills d'Esteve Visconti: Mateu II, Galeàs II i Barnabé, que ja havien estat associats al govern de Joan a la mort del seu germà Lluc Visconti.

## Descendents
No s'arribà a casar mai a conseqüència dels seus càrrecs eclesiàstics, però tingué dos fills il·legítims:
- Leonardol, podestà de Novara el 1332
- Margarida, casada amb Ambrisi Visconti, fill de Bernabé Visconti.